# Amtsgericht Nohfelden
Das Amtsgericht Nohfelden war ein oldenburgisches und später preußisches Amtsgericht mit Sitz in Nohfelden.

## Geschichte
1817 war das Fürstentum Birkenfeld Teil des Großherzogtums Oldenburg geworden. Dort wurde die französische Gerichtsorganisation abgeschafft, darunter das Friedensgericht Baumholder, das für den Kanton Baumholder (zu dem Nohfelden gehörte) zuständig war. Stattdessen wurden Ämter, hier das Amt Nohfelden, eingerichtet, die für Rechtsprechung und Verwaltung zuständig waren.
Mit der Justizreform von 1858 erfolgte die Trennung der Rechtsprechung von der Verwaltung. Mit dem Gerichtsverfassungsgesetz vom 29. August 1857 wurde das Gerichtswesen neu geordnet. Die Ämter blieben Eingangsinstanzen. Jedoch wurden Rechtsprechung und Verwaltung personell getrennt. In jedem Amt gab es neben dem Amtmann nun einen Justizamtmann, der ausschließlich für die Rechtsprechung in seinem Amt zuständig war (es wurde daher auch von dem Amt als Amtsgericht gesprochen).
Im Rahmen der Reichsjustizgesetze wurden die Gerichte 1879 reichsweit einheitlich aufgebaut. Eingangsgericht in Nohfelden war nun das großherzoglich oldenburgische Amtsgericht Nohfelden. Diese war dem preußischen Landgericht Saarbrücken nachgeordnet. Rechtsgrundlage war ein Staatsvertrag zwischen Preußen und Oldenburg.
Am Gericht bestand 1880 eine Richterstelle. Zum Amtsgerichtsbezirk gehörten 8930 Gerichtseingesessene. Das Amtsgericht war damit ein kleines Amtsgericht im Landgerichtsbezirk.
Das Amtsgericht Nohfelden wurde allerdings schon zum 1. Juni 1882 wieder aufgehoben und der Bezirk mit dem des Amtsgerichts Birkenfeld vereinigt. Mit Wirkung vom 1. November 1894 wurde dann für die Bürgermeisterei Nohfelden(-Neunkirchen) wieder ein Amtsgericht eingerichtet.
Aufgrund des Groß-Hamburg-Gesetzes kam der Landesteil Birkenfeld als Landkreis Birkenfeld an die preußische Rheinprovinz. 1943 wurde das Amtsgericht Nohfelden aufgelöst und auch nach dem Krieg nicht mehr gebildet.

## Gerichtsgebäude
Das Amtsgericht hatte seinen Sitz im Amtshaus (heutige Adresse: Am Burghof 6). Das längsrechteckige Gebäude mit Walmdach wurde 1821/22 als Gebäude für ein Amtsgericht erbaut. Die beiden Geschosse des Putzbaus erheben sich über einem niedrigen Sockel. Die sieben Fensterachsen sind mit hochrechteckigen Sprossenfenstern ausgeführt. Im Erdgeschoss befindet sich in der mittleren Achse eine Eingangstür mit Lünettenfenster. Ein Gesims trennt Erd- und Obergeschoss. Im Dach befindet sich über den drei zentralen Achsen der Schaufassade eine Dachgaube mit Dreiecksgiebel und vier Fenstern. Die beiden äußeren sind kleiner als die mittleren Fenster. Seit 2005 befindet sich im Gebäude das „Museum für Mode & Tracht“. Es steht als Baudenkmal unter Denkmalschutz.